# Mike Batt
Mike Batt (* 6. února 1949 Southampton) je anglický hudebník, hudební skladatel a producent. Svou kariéru v hudebním průmyslu zahájil ve společnosti Liberty Records, kde pracoval pro oddělení A&R. V roce 1968 produkoval první album skupiny The Groundhogs nazvané Scratching the Surface. Později dal dohromady skupinu The Wombles, jejíž členové vystupovali v kostýmech ze stejnojmenného televizního pořadu pro děti. Pod Battovým vedením skupina vydala čtyři řadová alba. Rovněž vydal několik vlastních orchestrálních alb a produkoval nahrávky dalších umělců, mezi něž patří například Katie Melua, Vanessa-Mae a Alvin Stardust. V roce 2000 založil hudební vydavatelství Dramatico. V roce 2017 vyhlásil osobní bankrot.